# Leptopeza flaviantennalis
Leptopeza flaviantennalis är en tvåvingeart som beskrevs av Kato 1971. Leptopeza flaviantennalis ingår i släktet Leptopeza och familjen puckeldansflugor. Inga underarter finns listade i Catalogue of Life.